# Référendum sur l'adhésion de la Suisse à l'Espace économique européen
Le référendum sur l'adhésion de la Suisse à l'Espace économique européen a eu lieu le 6 décembre 1992 en Suisse.
L'Espace économique européen résulte d'un accord signé en mai 1992 par les douze États membres de la Communauté européenne (CE) et les sept États membres de l'Association européenne de libre-échange (AELE). Cet accord assure la libre-circulation des marchandises, des services, des capitaux et des personnes entre les différents pays signataires.
Si la ratification de cet accord a eu lieu par voie parlementaire en Autriche, en Finlande, en Islande, en Norvège et en Suède, la Suisse et le Liechtenstein ont organisé des référendums populaires sur la question. La population suisse s'est prononcée le 6 décembre 1992 et a rejeté l'adhésion de la Suisse à l'Espace économique européen par 50.3% de non. Le Liechtenstein dira oui une semaine plus tard. L'Espace économique européen verra le jour en 1994, sans la Suisse.
Le taux de participation s'est élevé à 78.73%.

## Résultats détaillés
|         | Oui       | Non       | Écart de voix | % Oui | % Non |
| ------- | --------- | --------- | ------------- | ----- | ----- |
| Peuple  | 1 762 872 | 1 786 708 | 23 834        | 49.7  | 50.3  |
| Cantons | 6 2/2     | 14 4/2    |               |       |       |

### Résultats dans les cantons
L'adhésion de la Suisse à l'Espace économique européen est acceptée par la population des six cantons de la Suisse romande (Fribourg, Genève, Jura, Neuchâtel, Valais et Vaud), ainsi que par celle des deux demi-cantons alémaniques de Bâle-Ville et de Bâle-Campagne. Les autres cantons de Suisse alémanique et le canton du Tessin disent majoritairement non.
Le graphique ci-dessous montre les résultats dans les cantons :

### Résultats dans les districts
La carte ci-dessous montre le vote dans les différents districts. L'adhésion à l'Espace économique européen a été acceptée dans les cantons de Genève et de Bâle-Ville, dans l'ensemble des districts des cantons de Vaud, Neuchâtel et Jura, dans tous les districts du canton de Fribourg sauf en Singine (germanophone), dans les districts francophones du canton du Valais, dans le Jura bernois (francophone) ainsi que les districts de Bienne (bilingue), de Nidau et de Berne du canton de Berne, dans les districts d'Arlesheim et de Liestal du canton de Bâle-Campagne, dans le district de la ville de Soleure du canton homonyme et, enfin, dans les districts de la ville de Zurich, de Meilen et d'Uster du canton de Zurich. Tous les autres districts disent non.
Ce référendum est un exemple d'écart idéologique qui existait à ce moment-là entre les Suisses romands d'une part et les Suisses allemands et italiens d'autre part (Röstigraben).

## Sources